# Camuy
Camuy è una città di Porto Rico situata sulla costa nord-occidentale dell'isola. L'area comunale confina a est con Hatillo, a sud con Lares e a ovest con Quebradillas. È bagnata a nord dalle acque dell'oceano Atlantico. Il comune, che fu fondato nel 1807, oggi conta una popolazione di oltre 35 000 abitanti ed è suddiviso in 13 circoscrizioni (barrios).